# Arthur Page (tennista)
Arthur Page (Westminster, 22 settembre 1868 – Hildenborough, 1º settembre 1958) è stato un tennista britannico.
Ha partecipato, nella specialità della pallacorda (o "jeu de paume"), alle Olimpiadi di Londra del 1908, dove perse la finale per il terzo e quarto posto con Neville Bulwer-Lytton.